# مارتن فوستر
مارتن فوستر (بالإنجليزية: Martin Foster)‏ (29 أكتوبر 1977 في المملكة المتحدة - ) هو لاعب كرة قدم بريطاني في مركز الوسط. لعب مع أكسفورد يونايتد وروشدين ودايموندز وفوريست غرين وليدز يونايتد ونادي بلاكبول ونادي دونكاستر روفرز ونادي هاليفاكس تاون وEastwood Town F.C. ‏ وIlkeston F.C. ‏ ونادي تاموورث وHull United A.F.C. ‏ وإيكستون تاون ‏ ونادي هاروجيت تاون ونادي غرينوك مورتون.

## وصلات خارجية
- مارتن فوستر على موقع قاعدة بيانات كرة القدم.إي يو (الإنجليزية)
- مارتن فوستر على موقع Soccerbase.com (لاعب) (الإنجليزية)